# بخران (ذمار)
بخران هي إحدى قرى الجمهورية اليمنية. تتبع جغرافيا لمحافظة ذمار وإداريًا لمديرية عنس. يبلغ تعداد سكانها 1195 نسمة حسب الإحصاء الذي أجري عام 2004.